# Der Herrscher von Cornwall
Der Herrscher von Cornwall (Originaltitel: Jack the Giant Killer) ist ein US-amerikanischer Fantasyfilm des Regisseurs Nathan Juran aus dem Jahre 1962, der lose auf dem englischen Märchen Jack the Giant Killer („Jack der Riesentöter“) basiert. In Deutschland kam er am 18. Mai 1962 in die Kinos.

## Handlung
Vor langer Zeit wurde der böse Zauberer Pendragon, Herr der Riesen, Hexen und Zauberwesen, aus dem Land verbannt und musste sein Exil auf einer Insel fristen. Voller Rache kehrt er schließlich an dem Tag zurück, an dem die königliche Prinzessin Elaine ihren Geburtstag feiert. In Verkleidung schmuggelt er den Riesen Cormoran in die Gemächer der Prinzessin, um diese zu entführen. Das Monster kann mit der Prinzessin in seinen Klauen aus dem Schloss entkommen, kommt aber auf seinem Weg zu einem Boot, welches die Prinzessin zu Pendragon bringen soll, an einem Bauernhof vorbei, der vom jungen Jack bewirtschaftet wird. Jack greift rettend ein, tötet den Riesen und kann Elaine damit retten; für seine Verdienste wird er daraufhin zum Ritter und Beschützer der Prinzessin gekürt. Um die Prinzessin vor weiteren Anschlägen zu schützen, soll Jack sie nun aus dem Land bringen, doch Pendragon lässt sie von Hexen entführen und auf seine Insel bringen.
Jack, der Wikinger Sigurd und dessen Schiffsjunge Peter ziehen zur Rettung der Prinzessin aus. Die drei, die von einem Kobold unterstützt werden, erreichen die Insel. Elaine steht jedoch unter dem Einfluss des Zauberers und lockt ihre Retter in eine Falle. Sigurd wird in einen Hund und Peter in einen Affen verwandelt. Die drei können dennoch aus dem Inselschloss fliehen. Sie werden von einem zweiköpfigen Riesen verfolgt. Der Kobold beschwört ein Seeungeheuer, das den Riesen besiegt. Pendragon verwandelt sich in einen Drachen und greift die Retter selber an. Dabei wird er von Jack getötet, was seinen Zauber aufhebt. Das Schloss stürzt zusammen, Elaine ist befreit.

## Produktion
Die Außenaufnahmen des Films entstanden auf der Santa Catalina Island vor Los Angeles.
Produzent Edward Small wollte mit diesem Film an den Erfolg des Fantasyfilms Sindbads siebente Reise anschließen, der vier Jahre zuvor entstand, dessen Realisierung Small aber ablehnte. Nach dem Erfolg des Sindbad-Filmes engagierte Small den Regisseur Juran und die Darsteller Kerwin Matthews und Torin Thatcher für seine Produktion. Die Trickaufnahmen wurden ebenfalls in der Stop-Motion-Technik gedreht; die Technik stammt allerdings nicht von Ray Harryhausen, sondern von Jim Danforth. Da nicht nur die Kreaturen kopiert wurden, sondern auch die Handlung dem Sindbad-Film ähnelt, klagte Columbia wegen des Plagiats. Der Film wurde aus den Kinos genommen und Jahre später als Musical-Version neu vertont. Dazu wurden die Sprechrollen mit Gesang neu synchronisiert.

## Kritiken
Das Lexikon des internationalen Films beschreibt diesen Film als „ein knallbunt in Szene gesetztes Bilderbuch-Märchen mit reichlichem Einsatz der Tricktechnik, die gelegentlich etwas arg schreckhaft ausfiel. Insgesamt anspruchslose Unterhaltung ohne erkennbare inszenatorische Ambition.“ Die New York Times hingegen bemängelte die „schreckliche Darstellung“ und die „ebenso schlechten Dialoge“.